# Војислав Танкосић
Војислав Воја Танкосић (Руклада, 28. септембар 1880 — Трстеник, 2. новембар 1915), познат као војвода Танкосић, био је мајор српске краљевске војске, четнички војвода, један од оснивача Црне Руке и учесник најважнијих историјских догађаја у Србији, од Мајскога преврата 1903. до Сарајевскога атентата. Носилац је Златног војничког ордена Карађорђеве звезде са мачевима.

## Детињство и младост
Мало се зна о његовом раном детињству. Отац Павле се бавио казанџијским занатом у Београду и био је доста старији од мајке Миље. По завршетку основне школе, породица се преселила у Београд, где се Војислав уписао у Другу београдску гимназију. Није познато због чега се исписао из шестог разреда 1898, ни да ли је школовање окончао приватно. У Војну академију уписао се 1899. у 32. класи, да би је завршио 1901, после чега је као водник био распоређен у Шести пешадијски пук „Краљ Карол“. Са 15. класом завршио је и Вишу школу Војне академије. Читао је много, а посебно књиге из националне историје и белетристику.

## Мајски преврат
Био је то период великога националнога заноса српске омладине. Трудио се да стекне поверење генерала Јована Атанацковића, који је почео да прикупља добровољце за комитску акцију у Старој Србији. Помогао је вођама мартовских демонстрација 1903. да побегну чамцима на земунску страну. Наиме, када су букнуле демонстрације радника и високошколаца против тираније Александра Обреновића, 23/24. марта, војска је била послата да их разбије, уз препоруку да буде немилосрдна према демонстрантима. Одред којим је командовао Танкосић се оглушио о ову наредбу и сакрио неколико десетина студената у пећину на Калемегдану, а организаторе демонстрација пребацио у Земун.
Као потпоручник је учествовао у завери против краља Александра Обреновића у Мајском преврату 1903. године. Командовао је водом, који је стрељао браћу краљице Драге. Браћа краљице Драге нагло су напредовала у војсци. Никола Луњевица био је познат по бахатом понашању, скандалозним пијанствима и увредама осталих официра које су се препричавале по граду, док је Никодије спомињан као будући краљ Србије. Због свих ранијих понижавања војске и народа, од тренутка хапшења па све до стрељања Танкосић им се иронично обраћао са „Ваша величанства“.

## Четнички војвода
Крајем XIX века на територији Рашке, Косова и Метохије и Македоније био је учестао терор Турака и Арбанаса према српском и бугарском становништву. Паљења села, силовања, убијања читавих породица постала су готово свакодневица. Народ се спонтано организовао у чете, по угледу на некадашње хајдуке, али у борбама нису имали значајнијих успеха. Вође српских чета често су се обраћале Београду за помоћ, али је она изостајала све до 1903. године када почиње организована четничка акција. Танкосић се прикључио покрету од самог почетка бавећи се извиђањем терена, цртањем мапа, упознавањем сеоских првака, менталитета и навика становништва често прерушен као трговац жита. Обучавао је и наоружавао добровољце који су били одушевљени његовим ратничким вештинама. За Србе у Македонији је нарочито била тешка 1905. година. Током првих месеци те године, у Македонији је регистровано око 800 убистава Срба, преко 70 запаљених кућа - некад са читавим породицама у њима, 4 запаљена манастира, а било је много нерегистрованих клања и силовања.
У својству члана комитске организације Танкосић је упућен зими 1903/04 у Скопље, Битољ и Солун, где је радио на организовању комитских акција у Македонији. Танкосић је важио за једног од најодважнијих комитских војвода и за доброг стрелца. Наиме, још на студијама је постао познат по добијању опкладе у којој је угасио пламен свеће из брзометке са 50 метара удаљености. Касније ће „гашење пламена“ бити омиљена забава његових војника.
Учествовао је 16. априла 1905. у борби на Челопеку крај Куманова у чети војводе Саватија Милошевића. Исте године постаје војвода и образује своју чету у којој је наметнуо незапамћену дисциплину. Сурово је кажњавао уходе и дезертере, као и заробљенике. Након његове наредбе (коју су после примениле и друге војводе) да ће све мушке главе у породици бити "јавно батинане уколико дозволе да им женску децу силују“, број силовања се драстично смањио.
Нешто касније командовао је четом у бици на Великој Хочи. Након тога наступило је затишје због српско-бугарске царинске уније склопљене 6. јула 1905, па је Танкосић повучен у Србију, где је био одликован Орденом Карађорђеве звезде. Од друге половине 1905. до октобра 1907. похађао је и завршио Вишу војну академију. Године 1907/1908. био је шеф горског штаба Источног Повардарја, што ће рећи командант свих чета на потезу од српске границе до Вардара. Водио је напад на бугарску чету у селу Страцину 1908. што умало није изазвало српско-бугарски рат. У Београд се вратио јула 1908.
Захваљујући ратним успесима стекао је велику популарност у Београду толико да су се штампале разгледнице са његовим ликом или са сликом његове чете. Живео је боемским животом, волео је пиће и жене, али се никада није женио говорећи да је „венчан за Србију“. Прогањао је крадљивце и корумпиране политичаре према којима се понашао као према својим непријатељима.

### Црна Рука
После аустроугарске анексије Босне и Херцеговине, формирао је у Прокупљу четничку школу у којој су припремани добровољци за извршавање специјалних задатака у Босни и Херцеговини. Ширио је мрежу у Босни и Херцеговини и регрутовао је добровољце за сукоб који се сматрао неминовним. То је било у супротности са политиком српске владе, која се бојала Аустроугарске. У свим градовима Србије организовани су регрутни центри тако да је ускоро било око 5.000 добровољаца. Ове и сличне акције биле су подржане од стране српске елите чак и новчано, а Танкосић и његови сарадници су проневеру новца кажњавали смрћу. Аустријска и мађарска штампа су извештавале да у Србији има спремних 1.000 чета од по 20 добро обучених четника, а да носе по две пушке да би другу могли да дадну побуњеницима у Босни. Међутим када је Србија 1909. признала анексију распустио је логор за обуку добровољаца у Ћуприји. Ипак стечена војна знања добровољаца ће бити корисна у предстојећим ратовима. Био је члан "Младе Босне". Један је од оснивача организације Уједињење или смрт (популарно зване "Црна рука"). Заједно са Богданом Раденковићем и Љубом Јовановићем Чупом написао је устав организације, чији циљ је борба за уједињење српства.

## Балкански ратови
Пред избијање рата марта 1912. прекомандован је у штаб граничних трупа, са циљем да обучава добровољце. Долазили су му добровољци из свих српских крајева. Танкосић је био веома строг при селекцији, па је од 2.000 одабрао само 245 добровољаца. Тада је одбио Гаврила Принципа због слабе конституције.
Пред избијање рата српска влада је покушала да искористи Арнауте против Турака, па је Танкосић одлазио на Косово и дотурао оружје арнаутским вођама. Са Исом Бољетинцом предводио је Арнауте јуна и јула 1912. током њиховога сукоба са Турцима крај Митровице. Подршка Бољетинца била је обезбеђена тако што му је Танкосић отео два сина и пребацио их у Куршумлију, где су остали све док се рат није завршио.
У Првом балканском рату командовао је Лапским четничким одредом. Танкосићев Лапски одред отпочео је операције у турској позадини два дана пре избијања рата код карауле Мердаре, четничко-арнаутска чарка развила се у прву битку у Првом балканском рату. Изгледа да је самоиницијативно започео рат без одобрења надлежне команде. Постоји могућност да се Црна рука бојала договора Турске и балканских савезника, који би одложио ослобађање српских простора. Четници су водили борбу три дана све док се није укључила српска редовна војска. Српска војска однела је победу, а Танкосићеви четници први су ушли у Приштину.
Танкосићеви четници су на тај начин отворили врата српској војсци да ослободи Косово, а Танкосић је био одликован Карађорђевом звездом са мачевима и унапређен у мајора.

## Први светски рат
Заједно са осталим члановима Црне руке вршио је притисак на српску владу Николе Пашића пред Букурешки мир 1913. Влада је покушала да пензионише Танкосића и Аписа, али краљ се није сложио. Сукоб војних и цивилних власти тињао је током 1913. и ескалирао је током 1914, тако да су одређеним министрима упућивали и отворене претње.
После Сарајевског атентата 1914. аустроугарска влада га је у ултиматуму упућеном српској влади сматрала одговорним за атентат, због чега је био притворен у штабу Дунавске дивизије I позива. Његова чета се улогорила испред затвора, под командом војводе Јована Бабунског са пушкама у рукама, бомбама и камама око појаса, спремни за борбу до последњег, што је забринуло и неке више официре. Како Аустро – Угарска није доставила ни један доказ да је он организатор Сарајевског атентата, Танкосић је пуштен 26. јула.
По избијању Првог светског рата постао је командант Добровољачког одреда у Београду. Интересантно је да је он лично инсистирао код војводе Путника да дозволи Милунки Савић да буде један од његових четника. Током првих дана напада на Београд комите су пружале отпор непријатељу, хватале сумњиве особе (шпијуне) и лажне четнике који су малтретирали и пљачкали народ. Лажни четници су ухваћени на Торлаку и потом јавно батинани у центру града. Овај догађај је на Солунском процесу коришћен као доказ против Аписа, а после рата, у режимским листовима, и за представљање Танкосића као друмског разбојника. По његовом наређењу група четника је прешла Саву у ноћи између 4. и 5. августа 1914. заробила аустро-угарске стражаре, обукла их у комитско одело и послала ка Земуну, док су на стражарницу окачили српску заставу. Танкосић је чак следећег дана седео у кафани у Земуну и обучен у аустријску униформу посматрао аустроугарске војнике.
Наредбом врховне команде 1914. формирана су четири четничка одреда које су предводили Војислав Танкосић, Војин Поповић – војвода Вук, Велимир Вемић и Коста Тодоровић, сви чланови организације „Уједињење или смрт“ познатије као Црна рука. Селекцију команданата обавио је Апис, а ове јединице слате су искључиво на места где су се одигравале најкрвавије битке.
Танкосићев Руднички четнички одред послат је у рејон Зворника где је успешно одбио нападе, а онда и прешао Дрину и кренуо у освајање, што је изненадило и Врховну команду. За време битке на Дрини 1914. командовао је посебном четом добровољаца и четника у састави Лимског одреда у источној Босни, потом код Лознице, Крупња, на Мачковом камену и др. Током битке на Мачковом камену Танкосићев одред прикључен је Дунавској дивизији, а потом Љубовијском одреду где су добили наредбу да издрже напад по сваку цену „ножем јер муниције нема“. Губици су били велики и у једном тренутку Танкосић је повукао своје комите „јер нико од њих није имао снаге да хода, а команданту Љубовијског одреда рекао је, лежећи на земљи, да је толико уморан од борбе, да нема снаге ни да устане. Брзе реакције, упади с леђа и диверзије били су специјалност четника, па су ови ратници често пешачили најмање 30км дневно како би извршили задатак који је претходио нападу регуларне војске“. Најмлађи војник у Танкосићевој чети имао је 19 година, а најстарији 32, мада је међу четницима било и дечака у униформи који због своје младости нису вођени у евиденцији бораца.

## Погибија
За време повлачења српске војске 1915. као командант батаљона смртно је рањен у Игришту код Великог Поповића 31. октобра 1915.
Од последица рањавања, умро је 2. новембра 1915. у својој 35. години живота у Трстенику. Његови војници су га однели и закопали тајно на Трстеничком гробљу, али су Аустријанци ипак успели да га пронађу, откопају и након установљивања идентитета, сликају леш, како би уверили јавност да је ипак мртав. Уз слику гроба и леша, објављен је и текст у коме су, осим обавештења како је „дошао крај Воји Танкосићу“, помињани престолонаследник, ултиматум њихове владе, као и детаљ о томе да је Танкосића, погибијом у њиховој балканској офанзиви сустигла казна. Рудолф Арчибалд Рајс у својој књизи "Шта сам видео и проживео у великим данима" пише да су Аустријанци затим мртвог Танкосића обесили.  Посмртне остатке пренела је његова мајка Миља, уз помоћ Удружења српских четника и сахранила на београдском Новом гробљу 8. октобра 1922. године. Гроб му се данас налази на IV парцели, у трећем реду, гробно место број 6.
На надгробном споменику су уклесани стихови:
Венац бесмртне славе

српска ти вила плете,

над твојим гробом, Војо,

комитске плачу чете

## Признања
- Одликован је многим одликовањима за исказану храброст. - Карађорђева звезда са мачевима 4. реда - указ ФАбр. 7902 од 08.09.1904.[20]
- Једна улица у београдској општини Врачар носи име Војводе Танкосића[21]
- Једна улица у Нишу носи име Војводе Танкосића[22]
- Улице у многим местима у Србији носе називе по Војиславу Танкосићу
- У Трстенику, где је Војислав Танкосић преминуо, једна улица носи његово име и налазе се споменик и спомен плоча
- Село Танкосић на Косову је названо у његову част
- Насеље Танкосићево, у месту Кисачу поред Новог Сада, названо је у његову част
- Када је погинуо имао је чин мајора српске војске
- У Кисачу је 7. новембра 2021. године откривен споменик Војиславу Танкосићу.